# Jadwiga Hučková
Jadwiga Hučková, z domu Głowa – polska filmoznawczyni i historyk filmu, doktor habilitowany nauk humanistycznych w Instytucie Sztuk Audiowizualnych Uniwersytetu Jagiellońskiego. Jej zainteresowania obejmują historię filmu dokumentalnego, w tym dokumentów z Europy Środkowej.

## Kariera
Doktoryzowała się obronioną w 1995 rozprawą Polski film dokumentalny lat osiemdziesiątych i jego konteksty. Stopień doktora habilitowanego otrzymała w 2006 na podstawie pracy Dokument filmowy epoki Hawla.
Do jej dorobku naukowego należą także prace zbiorowe pod jej redakcją, na przykład dwujęzyczna Dokument po przełomie. Film dokumentalny lat 90. w Europie Środkowo-Wschodniej / Zooming in on History's Turning points. Documentaries in the 1990s in Central and Eastern Europe (1999) oraz Český a polský dokumentární film w éře evropeizace / Czeski i polski film dokumentalny w czasach europeizacji (2015, wraz z Janem Křipaczem i Iwoną Łyko). W latach 1999–2004 dyrektor programowy międzynarodowego festiwalu filmów dokumentalnych o prawach człowieka w Sztokholmie. Od 1997 roku w Radzie Programowej Krakowskiego Festiwalu Filmowego. Juror ponad trzydziestu międzynarodowych festiwali filmu dokumentalnego (Dania, Szwecja, Finlandia, Niemcy, Jugosławia, Czechy, Słowacja, Iran, Włochy, Izrael). W latach 2006–2014 ekspert Polskiego Instytutu Sztuki Filmowej.